# Ліневич Ольга Мефодіївна
Ольга Мефодіївна Ліневич (Линевич) (7 січня 1936, село Карамахмед, тепер село Шевченкове Кілійського району Одеської області — ?) — українська радянська діячка, новатор сільськогосподарського виробництва, телятниця радгоспу «Дністровський» Арцизького району Одеської області. Депутат Верховної Ради УРСР 7-го скликання.

## Біографія
Народилася в селянській родині. Закінчила Шевченківську семирічну школу Кілійського району Одеської області.
Після закінчення школи працювала у колгоспі імені Мікояна Кілійського району, потім в радгоспі «Комсомолець» Арцизького району Одеської області.
З 1952 року — телятниця радгоспу «Дністровський» села Теплиця Арцизького району Одеської області. У 1966 році одержала і виростила до двадцятиденного віку 423 голови телят при 100% їх збереженні.
Потім — на пенсії у селі Садовому Арцизького району Одеської області.

## Нагороди
- ордени
- медалі